# Tân Hòa, Phú Tân (An Giang)
Tân Hòa là một xã cũ thuộc huyện Phú Tân, tỉnh An Giang, Việt Nam.

## Địa lý
Xã Tân Hòa nằm ở phía nam huyện Phú Tân, có vị trí địa lý:
- Phía đông giáp thị trấn Phú Mỹ
- Phía tây giáp xã Bình Thạnh Đông
- Phía nam giáp xã Tân Trung và huyện Châu Phú
- Phía bắc giáp xã Phú Hưng.

Xã có diện tích 9,96 km², dân số năm 2019 là 6.708 người, mật độ dân số đạt 673 người/km².

## Hành chính
Xã Tân Hòa được chia thành 4 ấp: ấp Mỹ Hóa 2; ấp Mỹ Hóa 3; ấp Hậu Giang 1; ấp Hậu Giang 2.

## Nông thôn mới
Xã được tỉnh An Giang chọn là xã điểm thực hiện Chương trình mục tiêu quốc gia xây dựng Nông thôn mới đến năm 2015 (trên tổng số 17 xã của Tỉnh). Tính đến cuối 2012, xã đã đạt 16/19 tiêu chí NTM theo bộ tiêu chí Quốc gia

Riêng so với bộ tiêu chí Tỉnh An Giang, xã đã đạt 11/20 tiêu chí và 45/59 chỉ tiêu